# Hinteres Qahar-Banner des Rechten Flügels

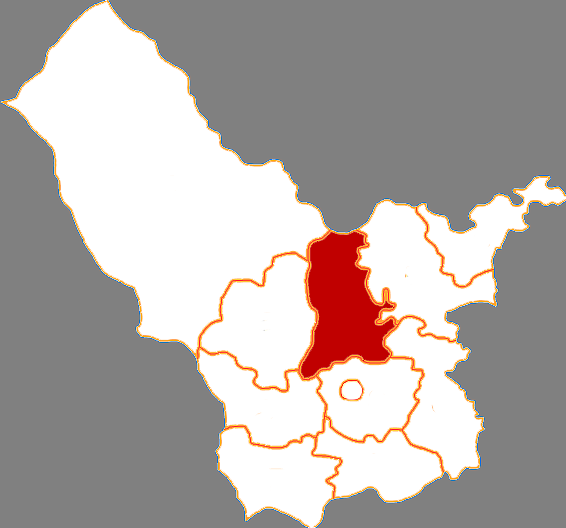
Lage des Hinteren Qahar-Banners des Rechten Flügels in Ulanqab

Das Hintere Qahar-Banner des Rechten Flügels (chinesisch 察哈尔右翼后旗, Pinyin Cháhā'ěr Yòuyì Hòu Qí, Abk. 察右后旗,  Chá Yòu Hòu Qí; mongolisch ᠴᠠᠬᠠᠷ ᠪᠠᠷᠠᠭᠤᠨ ᠭᠠᠷᠤᠨ ᠬᠣᠶᠢᠲᠤ ᠬᠣᠰᠢᠭᠤ Čaqar Baraɣun Ɣarun Qoyitu qosiɣu) ist ein Banner der bezirksfreien Stadt Ulanqab im Zentrum des Autonomen Gebiets Innere Mongolei im Norden der Volksrepublik China. Es hat eine Fläche von 3.803 km² und zählt 210.000 Einwohner (2004). Sein Hauptort ist die Großgemeinde Bayan Qagan (白音察干镇).